# Kamel El Basha
Kamel El Basha, arab. كامل الباشا (ur. 14 marca 1962 w Jerozolimie) – palestyński aktor filmowy i teatralny, zajmujący się również reżyserią teatralną. Laureat Pucharu Volpiego dla najlepszego aktora na 74. MFF w Wenecji za rolę w libańskim filmie Zniewaga (2017) w reżyserii Ziada Doueiriego. Była to pierwsza główna rola El Bashy na dużym ekranie, chociaż miał już wtedy za sobą wiele cenionych ról scenicznych.